# Église Saint-Médard d'Épinay-sur-Seine
Pour les articles homonymes, voir Église Saint-Médard.
L'église Saint-Médard d'Épinay-sur-Seine se situe place René-Clair dans le département de la Seine-Saint-Denis, en région Île-de-France.

## Historique

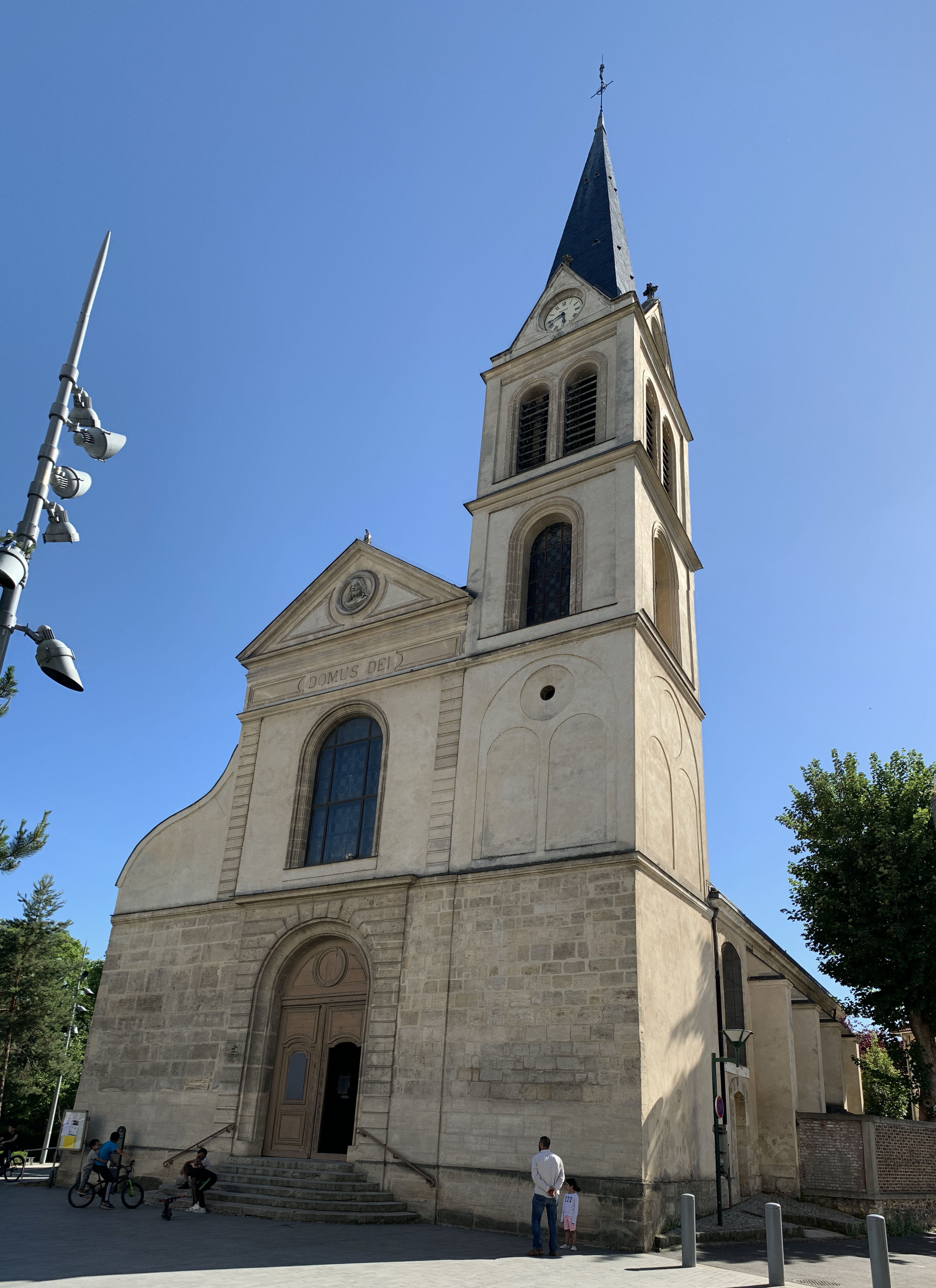
L'église en mai 2020.

Une première église de ce nom est attestée au XIIe siècle, mais son origine mérovingienne est probable d’après la découverte de sarcophages en 1859. Elle est mentionnée par l'Abbé Lebeuf.
L'église actuelle a été construite en 1736 à l'emplacement d'une église tombée en ruine.
Elle renferme entre autres stèles funéraires celle d’Émile de Sommariva, fils du châtelain d’Epinay. Cette stèle indique qu'il fut lieutenant au 10e régiment de hussards et mort à 23 ans au champ d'honneur, à la bataille d'Albuera, le 16 mai 1811.
On y trouve aussi la tombe de Louis-Denis Lalive de Bellegarde et son épouse, Marie-Joséphine Prouveur, anciens seigneurs du lieu.
Le 24 fructidor an X (10 septembre 1802), le Prince de Talleyrand (1754-1838) y épousa Catherine Noël Worlee.
Elle a été en partie détruite pendant la Guerre franco-prussienne de 1870, lors du combat d'Épinay.
L'église est dotée d'un grand orgue de 1893.
L'édifice va bénéficier de 2023 à 2026 d'un important chantier de restauration

## L'église dans les arts et la culture
L'église Saint-Médard, située sur la rue de l'Église, a servi de lieu de tournage en 1962 au film Arsène Lupin contre Arsène Lupin d'Édouard Molinaro.